# Green Bay Packers 1934
La stagione 1934 dei Green Bay Packers è stata la 14ª della franchigia nella National Football League. La squadra, allenata da Curly Lambeau, ebbe un record di 7-6, terminando terza nella NFL Western division. I Packers disputarono alcune gare interne a Milwaukee, Wisconsin, al Wisconsin State Fair Park.
Durante questa stagione un tifoso cadde dalle tribune del City Stadium, fece causa ai Packers e ottenne un risarcimento di 5.000 dollari. Questo portò al fallimento della compagnia di assicurazioni, mentre il club entrò in liquidazione. Un gruppo di uomini d'affari di Green Bay raccolse allora 15.000 dollari in nuovi capitali per evitare che la squadra fallisse.

## Calendario
| Stagione regolare |                   |                      |           |
| Turno             | Data              | Avversario           | Risultato |
| 1                 |                   | nessuna gara         |           |
| 2                 | 16 settembre 1934 | Philadelphia Eagles  | V 19–6    |
| 3                 | 23 settembre 1934 | Chicago Bears        | S 24–10   |
| 4                 | 30 settembre 1934 | New York Giants      | V 20–6    |
| 5                 | 7 ottobre 1934    | Detroit Lions        | S 3–0     |
| 6                 | 14 ottobre 1934   | Cincinnati Reds      | V 41–0    |
| 7                 | 21 ottobre 1934   | Chicago Cardinals    | V 15–0    |
| 8                 | 28 ottobre 1934   | at Chicago Bears     | S 27–14   |
| 9                 | 4 novembre 1934   | at Boston Redskins   | V 10–0    |
| 10                | 11 novembre 1934  | at New York Giants   | S 17–3    |
| 11                | 18 novembre 1934  | Chicago Cardinals    | S 9–0     |
| 12                | 25 novembre 1934  | at Detroit Lions     | V 3–0     |
| 13                | 29 novembre 1934  | at Chicago Cardinals | S 6–0     |
|                   | 2 dicembre 1934   | at St. Louis Gunners | V 21–14   |

## Classifiche
| NFL Western Division |    |   |   |       |     |     |     |     |
|                      | V  | S | P | %     | DIV | PF  | PS  | STR |
| Chicago Bears        | 13 | 0 | 0 | 1.000 | 8–0 | 286 | 86  | V13 |
| Detroit Lions        | 10 | 3 | 0 | .769  | 5–3 | 238 | 59  | S3  |
| Green Bay Packers    | 7  | 6 | 0 | .538  | 4–5 | 156 | 112 | V1  |
| Chicago Cardinals    | 5  | 6 | 0 | .455  | 4–5 | 80  | 84  | V1  |
| St. Louis Gunners    | 1  | 2 | 0 | .333  | 0–2 | 27  | 61  | S2  |
| Cincinnati Reds      | 0  | 8 | 0 | .000  | 0–6 | 10  | 243 | S8  |

Nota:  i pareggi non venivano conteggiati ai fini della classifica fino al 1972.